# Waldbaum's Hamlet Cup 1998
Il Waldbaum's Hamlet Cup 1998  è stato un torneo di tennis giocato sul cemento. È stata la 18ª edizione del torneo, che fa parte della categoria International Series nell'ambito dell'ATP Tour 1998. Il torneo si è giocato a Long Island negli USA, dal 24 al 30 agosto 1998.

## Campioni

### Singolare maschile
Patrick Rafter ha battuto in finale  Felix Mantilla con il punteggio di 7–6(3), 6–2

### Doppio maschile
Julián Alonso /  Javier Sánchez hanno battuto in finale  Brandon Coupe /  Dave Randall con il punteggio di 6–4, 6–4